# Heinrich Carstens (Volkskundler)

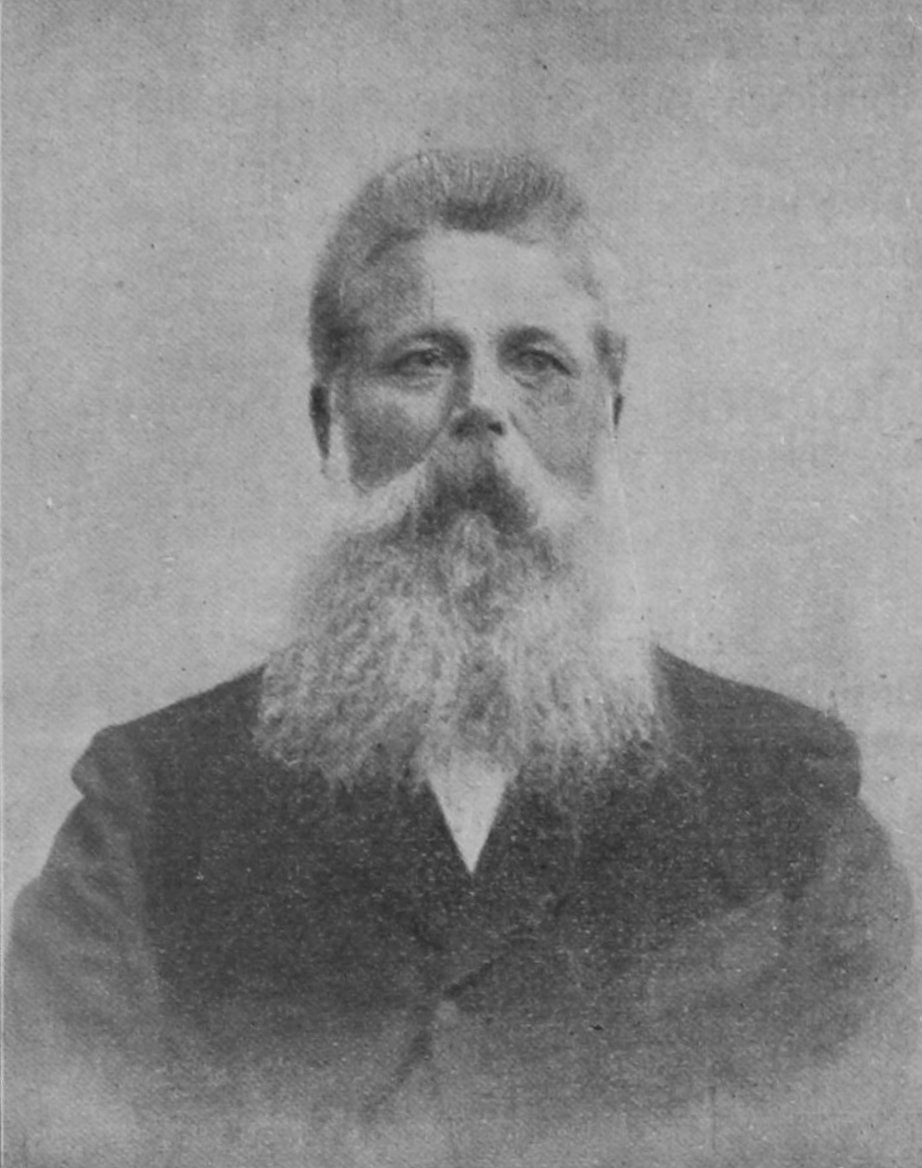
Heinrich Carstens

Klaus Heinrich Wilhelm Carstens (* 22. August 1849 in Heuwisch; † 5. Januar 1910 in Dahrenwurth) war ein deutscher Lehrer, Volkskundler und Publizist. 

## Leben
Heinrich Carstens war ein Sohn des Arbeiters Claus Carstens (* 1811) und dessen Ehefrau Katharina Margaretha (* 1817). Da der Vater am 26. März 1849 vor der Geburt seines Sohnes und die Mutter am 1. November 1850 kurz danach verstarb, wurde er als Vollwaise groß. 
Im Alter von 18 Jahren verhalf ihm der Pastor von Neuenkirchen zu einer Stelle als Lehramtskandidat in Erfde. Danach unterrichtete er als Aushilfslehrer in Föhrden und Hohn. 1870 erhielt er eine feste Stelle in Hütten und hatte gleichzeitig Lehrstellen in Eckernförde und Schwienhusen. Von 1874 bis Lebensende unterrichtete er in Dahrenwurth. 1877 bestand er als Autodidakt nach der seinerzeit geltenden preußischen Schulordnung das Lehramtsexamen in Tondern.
Heinrich Carstens war verheiratet mit Antje Hinrichs (1856–1892). Das Ehepaar hatte den Sohn Heinrich (1879–1961), der ein bekannter Mundartdichter war.

## Wirken als Volkskundler
Als Lehrer und Volkskundler beschäftigte sich Carstens lebenslang mit der Geschichte von Volk und Kultur im Kreis Norderdithmarschen und die Gegend um Stapelholm, zu der er umfangreich Quellen sammelte und publizierte. Seine Beiträge sind vor allem in den ersten 20 Jahrgängen der Heimat, in den „Niedersächsischen Korrenspondenzblättern“, in den „Jahrbüchern für deutsche Sprachforschung“ und den „Pommerschen Blättern“ zu finden. 
Gemeinsam mit seinem Lehrerkollegen Höft gründete 1881 Carstens die Zeitschrift „Am Urdsbrunnen“ (Mitteilungen für Freunde volkstümlich-wissenschaftlicher Kunde), die beim Timm-Verlag in Lunden erschien. Es handelte sich um die erste deutsche Zeitschrift für Volkskunde, die Lehrer in Schleswig-Holstein dazu anregte, die führende Rolle im Bereich der „neueren volkskundlichen Bestrebungen“ einzunehmen. Nachdem er sich in der Zeitschrift zu sozialistisch geäußert hatte, erhielt Carstens eine dienstliche Verwarnung. Er übergab daher die Schriftleitung 1889 an seinen Mitarbeiter Fr. Kraus in Wien. Die Monatsschrift trug danach den Titel „Am Urquell“ und wurde auch außerhalb der Provinz gelesen. Beide Partner zerstritten sich nach kurzer Zeit, was zur Einstellung des Blattes führte.
Aus dem Jahr 1903 stammen Carstens „Wanderungen durch Dithmarschen“, die im Timm-Verlag erschienen. Der Autor gab darin Erklärungen zur Geschichte und Volkskunde der Region. Carstens begann auch das „Dithmarscher Wörterbuch“ und die „Stapelholmer Sagen und Märchen“, die er jedoch nicht mehr vollendete und zahlreiche unveröffentlichte Kinderlieder.